# Сан Джулия де Лория
Сан Джулия де Лория е една от 7-те общини на Андора. Населението ѝ е 9207 жители (2005 г.) и има площ от 61 кв. км. Надморската височина е 908 м. Намира се в югозападната част на страната. Общината носи името на най-големия град в общината, който се намира на 908 м н.в. и е най-ниско разположеното населено място в Андора. В общината се намира единственият университет в Андора, в който следват 1309 студенти.
В село Ашовал от общината Сан Джулия де Лория се намира стадиона на федерацията на Андора, „Комунал д’Ашовал“, събиращ 899 зрители. На него играят мачове Примера и Сегона Дивизио на Андора и отбора „Сан Джулия“, който е петкратен притежател на Купата и Суперкупата на Андора.
В общината се намира най-малкото населено място – село Луменерес, където живее само един човек.

## Личности
- Оскар Рейг – първи министър-председател на Андора през 1982 година
- Францеск Ромеро – спортен стрелец, участвал в Летните олимпийски игри през 2004 година
- Доми Диас – планинар